# Йоганн Бідмон
Йоганн Бідмон (нім. Johann Bidmon / чеськ. Johann Bidmon; нар. 10 травня 1909, Австро-Угорщина — пом. 12 березня 1993, Відень, Австрія) — австрійський футболіст, нападник.

## Життєпис
На батьківщині грав за скромні місцеві клуби «Брук-ан-дер-Лайта» та «Гензерндорф». До Ужгорода переїхав з ФК «Відень», але у вищому дивізіоні чемпіонату Австрії не грав. У чемпіонаті Чехословаччини захищав кольори ужгородської «Русі», у футболці якої відзначився 5-ма голами.

## Статистика виступів
| Рік                             | Матчі | Голи | Хвилини | Клуб                |
| ------------------------------- | ----- | ---- | ------- | ------------------- |
| I ліга 1936/37                  | 18    | 5    | 1 620   | СК «Русь» (Ужгород) |
| Загалом у I лізі Чехословаччини | 18    | 5    | 1 620   |                     |